# Alouatta nigerrima
Alouatta nigerrima, comúnmente llamado mono aullador negro amazónico es una especie del género Alouatta. Habita en el centro-norte de América del Sur.

## Distribución y hábitat
Alouatta nigerrima es nativo del centro-norte de América del Sur. Su distribución comprende el centro-sur de la selva amazónica del Brasil, en los estados de Amazonas y Pará.  
Este mono se distribuye al sur del río Amazonas en Brasil, por el oeste desde los ríos Tapajós y Juruena, hasta los ríos Madeira y Aripuanã, a la latitud de 9ºS. Hay poblaciones periféricas al norte del río Amazonas, en la región de Óbidos y Oriximiná, en el bajo río Trombetas, y justo al sur de los ríos Amazonas-Solimões, entre los ríos Madeira y Purus, en el área del lago Janauacá.
Habita en especial en selvas primarias.

## Costumbres
Se le ve en parejas y grupos. Normalmente paren una sola cría. 

## Alimentación
Estos monos aulladores comen hojas jóvenes, capullos, flores, frutas, semillas, tallos, vástagos y ramas. Las hojas son la principal fuente de proteínas y las frutas de energía y proteínas.